# КрАЗ-222
КрАЗ-222 «Дніпро» — важкий кар'єрний самоскид з колісною формулою 6×4, що випускався серійно Кременчуцьким автомобільним заводом з 1959 по 1966 роки. Призначений для експлуатації на дорогах першої і другої категорій, що допускають осьове навантаження до 10 тонн, а також для роботи у кар'єрах.

## Історія моделі
КрАЗ-222 був розроблений в Ярославлі на автозаводі, який став згодом моторобудівним підприємством. ЯАЗ-222 випускався там з 1958 року в складі сімейства тривісних вантажівок, в яке входили також бортова машина ЯАЗ-219, сідельний тягач ЯАЗ-221 і позашляховик ЯАЗ-214 з колісною формулою 6×6. Нове сімейство, що отримало не лише більш сучасну зовнішність, але й покращені технічні характеристики, було подальшим розвитком відомого ЯАЗ-210: на 15 кінських сил виросла потужність двигуна, знизилася питома витрата палива, а рульове управління отримало пневмопідсилювач.
Спочатку ЯАЗ-222 виготовляли в Ярославлі з 1958 по 1959 рр. Наприкінці 50-х років їх випуск був згорнутий у зв'язку з перепрофілюванням заводу під випуск дизельних двигунів, а виробництво автомобілів перенесли до Мінська та Кременчука.
З 1963 року незначно модернізований KpA3-222 випускався під індексом КрАЗ-222Б. У 1966 році на конвеєр замість нього був поставлений 11-тонний КрАЗ-256Б. Усього ж за сім років у Кременчуці було випущено 11630 самоскидів «Дніпро». Виробництво даного автомобіля у Північній Кореї тривало аж до 1982 року.

## Технічні характеристики
Автомобіль комплектувався рядним двохтактним 6-циліндровим дизельним двигуном ЯАЗ-М206І об'ємом 6,927 л, потужністю 180 к.с. при 2000 об/хв, крутним моментом 705 Нм при 1000 об/хв і 5-ти ступеневою механічною КПП, у якій пізніше з'явилися синхронізатори на кожну передачу переднього ходу.
Автомобіль споживав 65 л солярки на 100 км шляху.

## Модифікації
- КрАЗ-222 «Дніпро» — базова модель, самоскид з колісною формулою 6×4 і двигуном ЯАЗ-М206І потужністю 180 к.с. (1958—1963);
- КрАЗ-222Б «Дніпро» — модернізована версія КрАЗ-222, самоскид з колісною формулою 6×4 і двигуном ЯАЗ-М206І потужністю 180 к.с. (1963—1966);
- Jaju-64 (Chaju, Chachzu або Sungri, укр. Джаджу-64) — північнокорейська модифікація КрАЗ-222, розроблена Sungri General Auto Works, з колісною формулою 6×4, 6×6 або 4×2 (з 1964, всього було випущено близько 10000 автомобілів);
- Jaju-82 (Chaju, Chachzu або Sungri, укр. Джаджу-82) — модифікація Jaju-64 з колісною формулою 4×2 і кабіною від Mitsubishi NW або T410, пізніше також отримала назву Jaju-64 (з 1982).